# Junín (regiune)
Regiunea Junín (în spaniolă Departamento de Junín, Wanka-Quechua Hunin shuyu, Südliches Quechua Sunin suyu) este una din cele 25 de regiuni ale Perului. Este situată în centrul țării fiind limitată de regiunile Pasco, Ucayali, Cusco, Ayacucho, Huancavelica și Lima. Pe o suprafață de 44.197 km2 trăiesc 1.133.183 locuitori (1996). Capitala este Huancayo în valea Mantaro.

## Geografie
Regiunea este muntoasă, cel mai înalt munte având o înălțime de 5.768 m Pariacaca. 

## Provincii
Regiunea se imparte în nouă provincii și 123 de districte:
Provincie (capitala)
1. Chanchamayo (La Merced)
2. Chupaca (Chupaca)
3. Concepción (Concepción)
4. Huancayo (Huancayo)
5. Jauja (Jauja)
6. Junín (Junín city)
7. Satipo (Satipo)
8. Tarma (Tarma)
9. Yauli (La Oroya)